# Lars-Göran Åslund
Lars-Göran Åslund (* 7. Juni 1945 in Åsarna, Jämtland) ist ein ehemaliger schwedischer Skilangläufer.

## Werdegang
Åslund, der für den Åsarna IK startete, kam bei den Svenska Skidspelen im Jahr 1969 und 1970 jeweils auf den zweiten Platz mit der Staffel.
Bei den Nordischen Skiweltmeisterschaften 1970 in Vysoké Tatry wurde er Weltmeister über 15 Kilometer und gewann mit der Staffel die Bronzemedaille. Zudem errang er den sechsten Platz über 30 km und den fünften Platz über 50 km. Zwei Jahre später belegte er bei den Olympischen Winterspielen 1972 in Sapporo den 18. Platz über 15 km, den 11. Rang über 30 km und den vierten Platz mit der Staffel. Im selben Jahr kam er bei den Svenska Skidspelen in Lycksele auf den zweiten Platz im 30-km-Lauf. Bei den Nordischen Skiweltmeisterschaften 1974 in Falun wurde er Fünfter über 30 km.